# ساشا شونمان
ساشا شونمان (انگلیسی: Sascha Schünemann؛ زادهٔ ۲۰ فوریهٔ ۱۹۹۲) بازیکن فوتبال اهل آلمان است.
از باشگاه‌هایی که در آن بازی کرده‌است می‌توان به باشگاه فوتبال هانزا روستوک، باشگاه فوتبال دینامو برلینر، و باشگاه فوتبال هانوفر ۹۶ اشاره کرد.